# Sabina Ciuffini
Sabina Ciuffini (n. 4 august 1950, San Juan, Argentina, Provincia San Juan, Argentina) este o moderatoare de televiziune italiană.